# Hněv Titánů
Hněv Titánů je pokračování filmu Souboj Titánů z roku 2012. Ve filmu si hlavní kladnou roli zahrál Sam Worthington, zatímco hlavní zápornou Édgar Ramírez. Starý hrdina Perseus se vrací, aby srovnal bohy do latě. Když je Perseův otec unesen a Perseovu vesnici napadnou Chiméry, vydá se hrdina s pomocí Poseidonova trojzubce na výpravu za poražením svého bratra Área. Po zničení Tartaru povstává děsivější síla než bohové a nestvůry, Titán Kronos. Film režíroval Jonathan Liebesman.

## Postavy
- Sam Worthington jako Perseus, syn Dia a přemožitel Krakena
- Liam Neeson jako Zeus, bůh oblohy a Perseův otec
- Ralph Fiennes jako Hádes, bůh podsvětí a Diův bratr
- Toby Kebbell jako Agenor, syn Poseidona a lodivod
- Rosamund Pike jako Andromeda, královna zachráněná Perseem
- Édgar Ramírez jako Arés, Perseův bratr
- Danny Huston jako Poseidón, bůh moře
- John Bell jako Hélios, Perseův syn
- Bill Nighy jako Héfaistos, padlý bůh
- Alejandro Naranjo jako Mantius, řecký voják
- Lily James jako Korrina, řecká bojovnice